# دوشان ومیچ
 دوشان ومیچ (انگلیسی: Dušan Vemić؛ زادهٔ ۱۷ ژوئن ۱۹۷۶) یک تنیس‌باز اهل صربستان است.